# Ladislas Starewitch
Ladislas Starewitch - Владисла́в Алекса́ндрович Старе́вич, Vladislav Aleksàndrovitx Starévitx (rus) - (Moscou, 1882 - París, 1965) fou un entomòleg i cineasta, pioner i mestre indiscutible de l'animació de titelles. Entomòleg de formació i cineasta autodidacte, Starewitch va fer més d'un centenar d'obres, a Rússia, Lituània i França, des de l'inici del segle xx fins a mitjan anys 60. Després d'iniciar-se en el cinema a Moscou, dirigint pel·lícules amb actors, va descobrir en l'animació un vehicle perfecte per, en un primer moment, exposar les seves observacions científiques i, més endavant, donar llenguatge i forma a les imatges de la seva imaginació desbordant. Els seus personatges —insectes i tota mena d'animals antropomòrfics— semblen extrets d'un gabinet de meravelles singular i encisador.

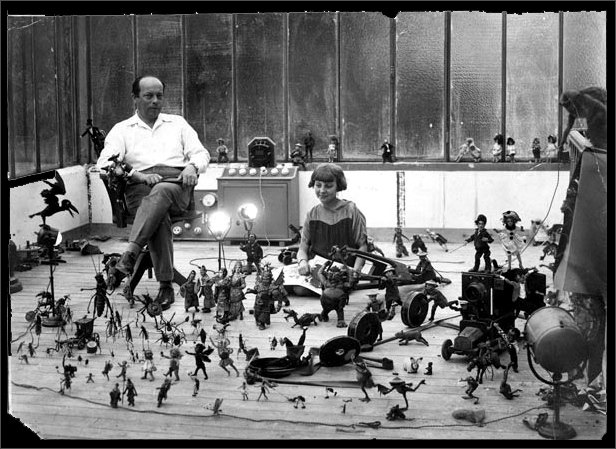
Starewitch al seu taller

Cent anys després de les seves primeres creacions, els seus relats —molts dels quals, com ara La cigale et la fourmi (1927) o Fleur de fougère (1949), són adaptacions lliures de faules o de contes —, la seva sintaxi moderna i la naturalesa extraordinària dels seus titelles continuen causant admiració entre els professionals de l'animació i artistes de tots els àmbits. El seu cinema, amb obres singulars com ara Fétiche mascotte (1933) o Le Roman de Renard (1941), ha estat elogiat fervorosament per directors de l'altura de Terry Gilliam, Nick Park o John Lasseter, i ha exercit una influència decisiva en el treball de realitzadors com ara Tim Burton i els germans Quay.